# 西村栄蔵
西村 栄蔵（にしむら えいぞう、元治元年（1864年）11月 - 昭和35年（1960年）11月2日）は、明治期から昭和期にかけて広島市で活躍した政治家である。第20代広島市会議長を務めた。

## 来歴
元治元年（1864年）11月、安芸国沼田郡横川（現在の広島県広島市西区南三篠町）において西村重太郎の長男として生まれる。明治16年（1883年）に広島監獄監守となる。その後、退官して広島河原町で瓦販売業を開業する。さらに、明治35年（1902年）3月より醤油製造業を始める。
大正2年（1913年）6月に広島市会議員に初当選し、その後昭和4年（1929年）6月までの前後4回当選する。その間の事績として、大正14年（1925年）6月より名誉職市参事会員となり、さらに昭和6年（1931年）7月より昭和8年（1933年）5月まで広島市会議長を務めている。
一方で県政についても、大正3年（1914年）2月広島市選出広島県会議員補欠選挙に当選し、その後昭和2年（1927年）9月まで4期連続当選を果たし、同年10月には市部会議長も務めている。
戦後は政治家活動から身を引き、昭和26年（1951年）4月末から昭和35年（1960年）までの約9年間にわたり崇徳学園理事長を務めている。昭和35年（1960年）11月2日、同職在職中に死去。なお、崇徳学園旧1号館の南側に同年10月に設けられた温室は、西村の「生徒達のためになるものを記念として遺しておきたい」という意志に沿って建てられたものであった。